# Chondwe
Koordinaten: 13° 18′ S, 28° 45′ O
Chondwe ist ein archäologischer Fundplatz und ein Dorf in der Provinz Copperbelt 30 Kilometer südlich von Ndola in Sambia.
Die gefundenen Stücke sind Keramiken, die denen von Kapwirimbwe als zeitgleich zugeordnet werden. Sie entstammen einer frühen eisenzeitlichen Kultur. Diese Funde im Lunsemfwa-Bassin sind Grundlage für die Annahme, dass hier längere Zeit Gesellschaften eisenzeitlicher Ackerbauern sowie von Jägern und Sammlern friedlich nebeneinander lebten und nicht um dieselben Ressourcen stritten. Die Funde werden auch als Chongwe-Gruppe klassifiziert. Zu dieser Gruppe werden auch die Funde in Roan Antelope und Kangonga gezählt, die sehr ähnlich sind. Bisher wurde keine ethnische Zuordnung vorgenommen. Es gibt keine Hinweise auf einen Bevölkerungsaustausch in dieser Zeit.
Der Ort ist heute Agrargebiet. In der Nähe liegt ein Gefängnis.